# مایکل والفورد
مایکل والفورد (انگلیسی: Michael Walford; ۲۷ نوامبر ۱۹۱۵ – ۱۶ ژانویهٔ ۲۰۰۲) بازیکن سرشناس هاکی روی چمن، و بازیکن کریکت اهل کشور انگلستان بود. والفورد در رشته هاکی روی چمن به عنوان یک بازیکن میدانی و در رشته کریکت به عنوان یک بازیکن تخت، به شهرت رسید. او برای تیم های ملی انگلیس در هر دو رشته بازی کرد و در مجموع برای تیم ملی هاکی روی چمن ۳۸ بازی انجام داد. 